# 1815 az irodalomban
Az 1815. év az irodalomban.

## Megjelent új művek

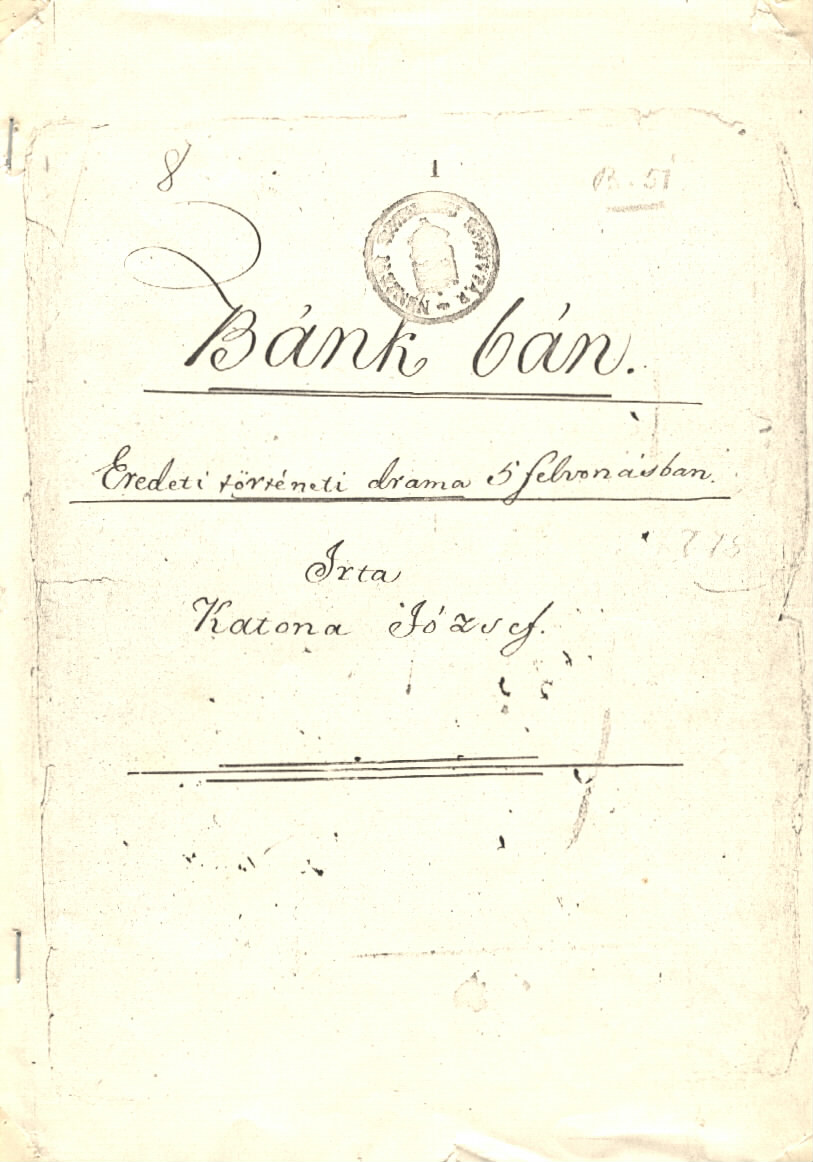
A Bánk bán kéziratának címlapja

- Jane Austen regénye: Emma. (December végén adták ki, a borítón 1816-os évszámmal.)
- Jacob és Wilhelm Grimm: Gyermek- és családi mesék (Kinder- und Hausmärchen), második kötet; az első 1812-ben jelent meg.
- E. T. A. Hoffmann kísértethistóriája: Die Elixiere des Teufels (Az ördög bájitala).
- Friedrich von Schlegel irodalomtudományi munkája: Geschichte der alten und neueren Literatur

### Költészet
- Alessandro Manzoni olasz romantikus költő versgyűjteménye: Inni sacri (Szent himnuszok).
- Pierre-Jean de Béranger francia lírikus verseskötete: Chansons morales et autres (Erkölcsi és egyéb dalok).

### Dráma

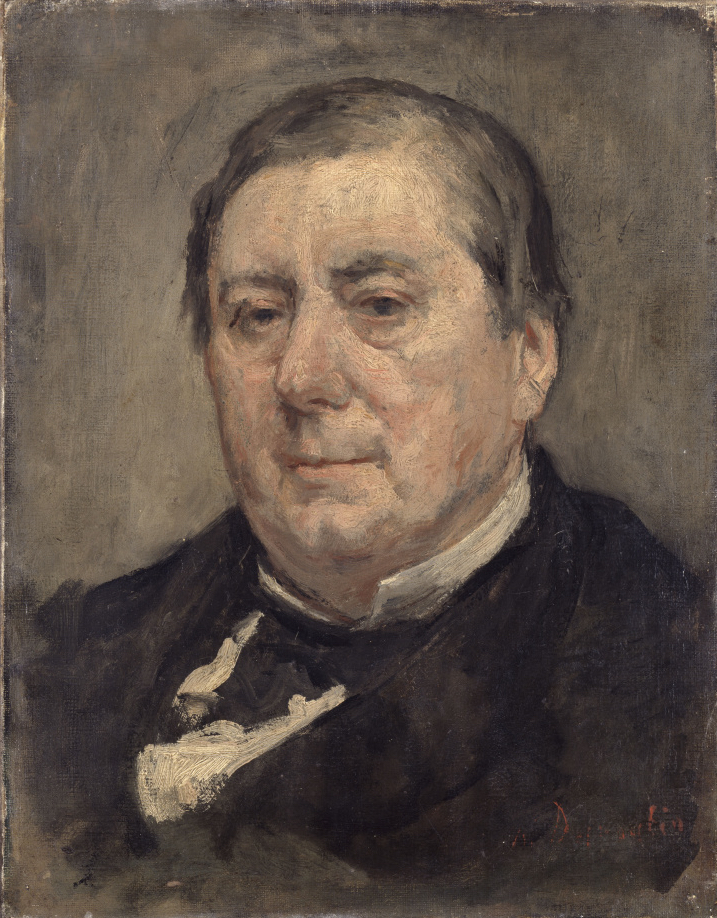
Eugène Labiche

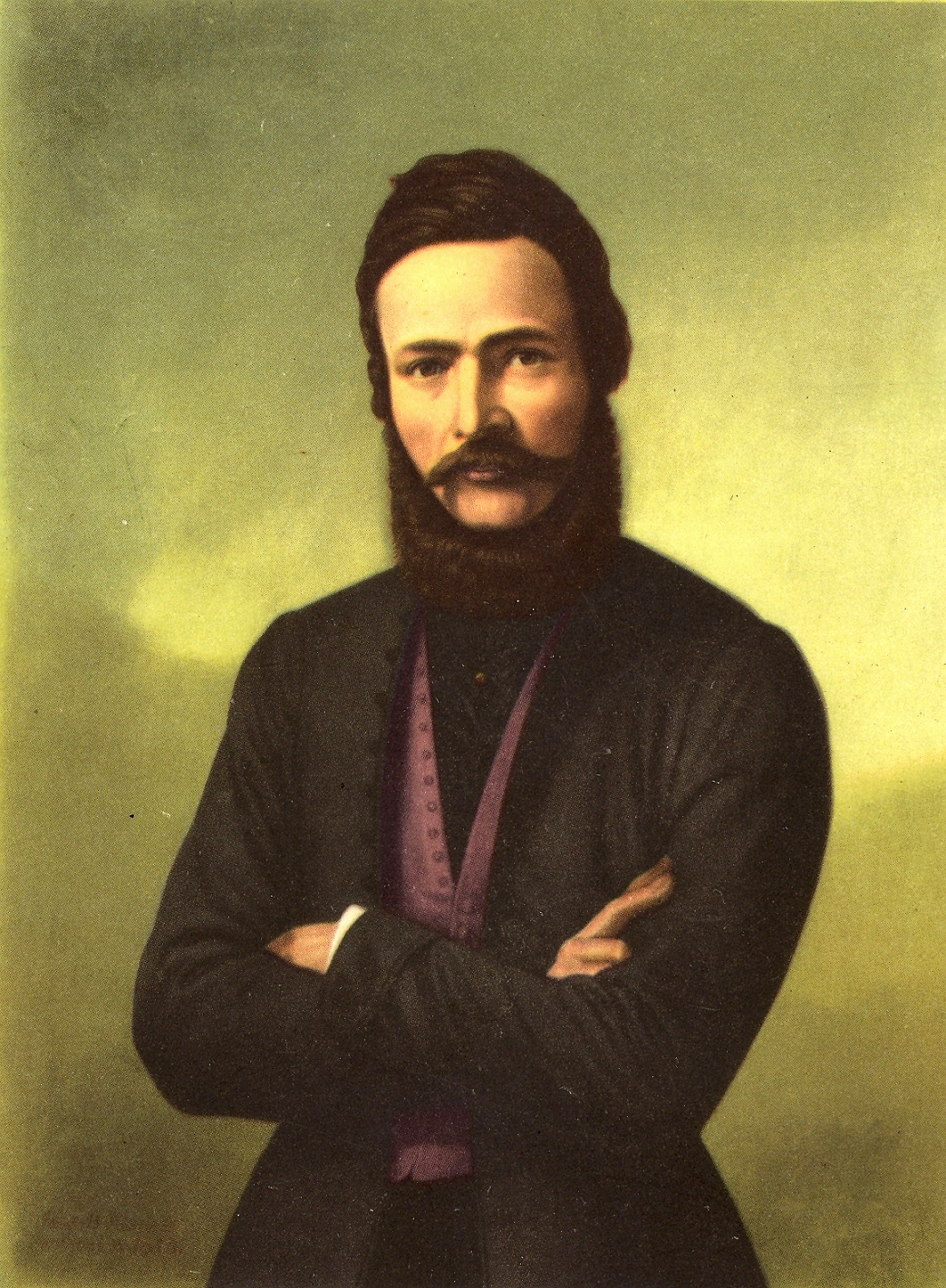
Ľudovít Štúr

- Eugène Scribe (Delestre-Poirsonnal közösen írt) Une nuit de la garde nationale (A nemzeti gárda egy éjszakája) című vígjátékának bemutatójával első nagy sikerét aratja.
- Bernhard Severin Ingemann dán szerző drámája: Blanca.

### Magyar nyelven
- A nyelvújítási harc részeként Kazinczy álláspontjának védelmében Szemere Pál és Kölcsey Ferenc közzéteszi a Felelet a Mondolatra című gúnyiratot.
- Katona József elkészül a Bánk bán első változatával. A végleges szöveg 1819-ben készült, nyomtatásban a következő évben jelent meg. A drámát 1833-ban játszották először.
- Bécsben névtelenül és Fazekas Mihály tudta nélkül megjelenik a Lúdas Matyi.
- Kis János verseinek gyűjteménye Kazinczy Ferenc előszavával (Pest).

## Születések
- május 5. – Eugène Labiche francia komédiaszerző († 1888)
- október 29. – Ľudovít Štúr szlovák politikus, költő, író, nyelvész, a szlovák irodalmi nyelv megteremtője († 1856)

## Halálozások
- március 29. – Sándor István író, bibliográfus (* 1750)
- május 15. – Szacsvay Sándor újságíró, lapszerkesztő (* 1752)